# Macizo de la Vanoise
 El macizo Vanoise es una cadena montañosa de los Alpes grayos, ubicada en los Alpes occidentales. Después del Mont Blanc y el Massif des Écrins, es el tercer macizo más alto de Francia, alcanzando una altura de 3.885 m en la cumbre de Grande Casse. Se encuentra entre el valle de Tarentaise al norte y el valle de Maurienne en el sur. En la cadena se encuentra el primer parque nacional de Francia establecido en 1963, el parque nacional Vanoise. Las estaciones de esquí de Tignes y Val-d'Isère y el puerto  de Iseran a 2.770 m de altura se encuentran en la parte oriental de la cordillera.

## Cumbres principales
Las principales cumbres del macizo de Vanoise son: 
| - Grande Casse, 3,855 m, - Dent Parrachée, 3,697 m - Grande Motte, 3,653 m - Pointe de la Fournache, 3,642 m - Dôme de la Sache, 3,601 m - Dôme de l'Arpont, 3,601 m - Dômes de la Vanoise, 3,586 m - Dôme de Chasseforêt, 3,586 m - Grand Roc Noir, 3,582 m - Dôme des Nants, 3,570 m - Aiguille de Péclet 3,561 m - Mont Turia, 3,550 m - Aiguille de Polset, 3,534 m | - Mont de Gébroulaz, 3,511 m - Pointes du Châtelard 3,479 m - Dôme des Platières, 3,473 m - Roc des Saints Pères, 3,470 m - Pointe de la Sana, 3,436 m - Pointe de l'Échelle, 3,422 m - Pointe du Bouchet, 3,420 m - Bellecôte, 3,417 m - Grand Bec, 3,398 m - Pointe du Vallonnet, 3,372 m - Pointe Rénod, 3,368 m - Dôme des Sonnailles, 3,361 m - Pointe de Claret, 3,355 m | - Pointe de Méan Martin, 3,330 m - Dôme de Polset, 3,326 m - Dôme des Pichères, 3,319 m - Grand Roc, 3,316 m - Roche Chevrière, 3,281 m - Pointe de Thorens, 3,266 m - Mont Pelve, 3,261 m - Épaule du Bouchet, 3,250 m - Pointe des Buffettes, 3,233 m - Aiguille Rouge, 3,227 m - Pointe de la Réchasse, 3,212 m - Pointe du Dard, 3,206 m - Aiguille de la Vanoise, 2,796 m |

## Principales glaciares
- Glaciares de la Gurraz
- Glaciar de la Savinaz
- Glaciar de la Grande Motte
- Glaciar de Prémou
- Glacier des Volnets
- Glaciar de la Grande Casse
- Glaciar de la Leisse
- Glacier des Fours
- Glaciar de Méan Martin
- Glacier du Vallonnet

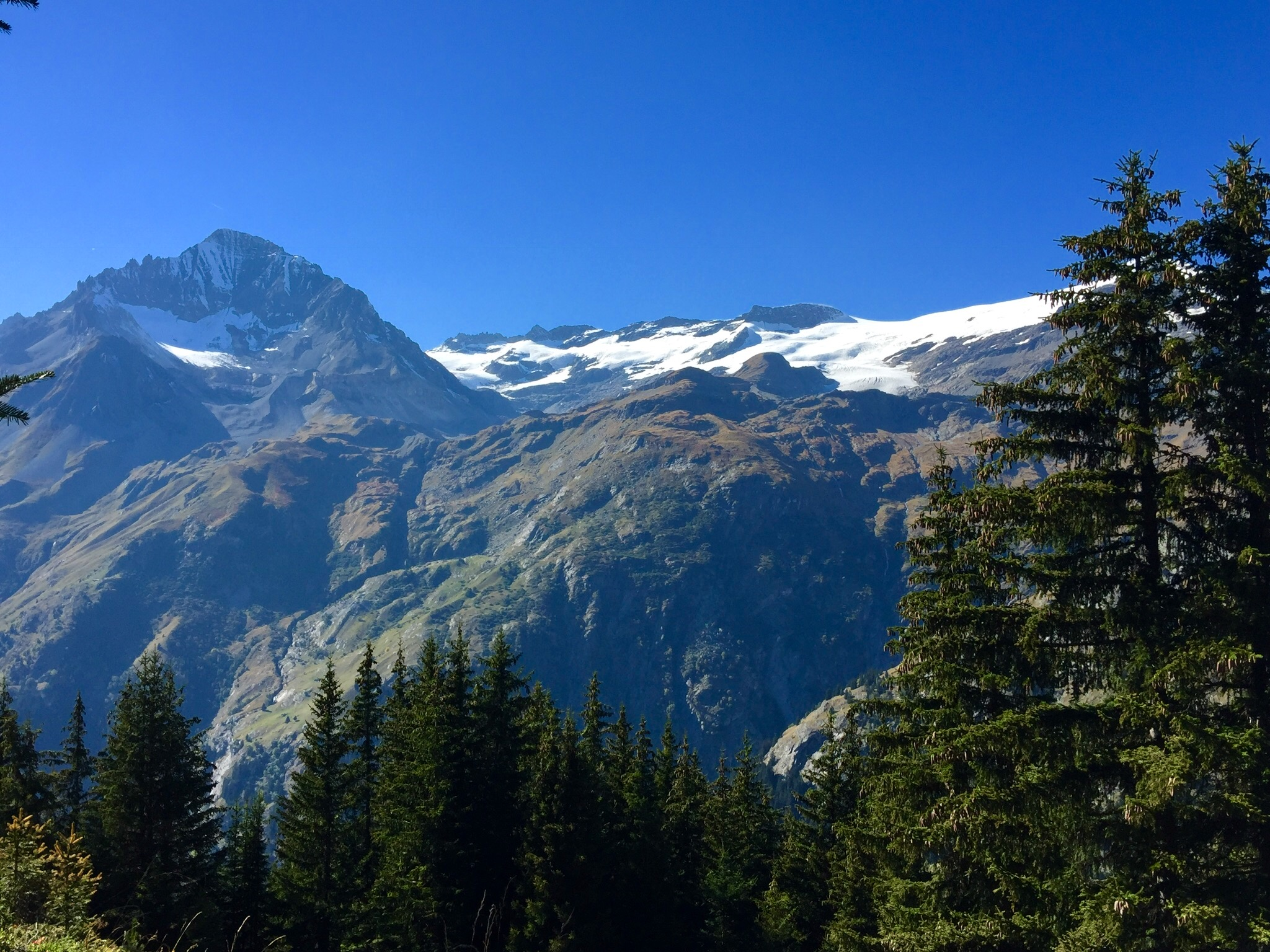
El glaciar Arpont-Chasseforêt es el glaciar principal del parque nacional Vanoise.

- Glaciares de la Vanoise (Glacier du Pelve, Glacier de l'Arpont, Glacier de la Mahure)
- Glaciar de Gébroulaz
- Glaciar de Thorens
- Glacier du Bouchet
- Glaciar de Chavière
- Glaciar de Polset
- Glacier du Geay